# Microsoft Media Services
Máy chủ sinh ra luồng (streaming server) của Microsoft sử dụng giao thức Microsoft Media Services (tiếng Anh, viết tắt MMS) để truyền tải dữ liệu dưới dạng truyền phát đơn (unicast). Dữ liệu trong MMS có thể được vận chuyển thông qua UDP hoặc TCP. Giao thức MMS được sử dụng phổ biến trong dòng sản phẩm Media Player của Microsoft và cho phép người dùng xem trực tiếp các đoạn phim trên mạng mà không cần phải tải về máy.
Nếu Microsoft Media Player của máy khách không thể thương lượng được với máy chủ một liên kết sử dụng MMS thông qua UDP, thì liên kết này sẽ sử dụng MMS thông qua TCP. Nếu điều đó cũng thất bại, thì liên kết đó sẽ sử dụng HTTP thông qua TCP, mặc dù không lý tưởng như luồng MMS thông qua UDP, nhưng dù sao cũng chắc chắn có được một sự liên kết nhất định.
Cổng mặc định của MMS là:1755
Microsoft chưa bao giờ công bố tài liệu nào về cách hoạt động của giao thức MMS.